# Fédération internationale de la médaille d'art
De Fédération internationale de la médaille d'art (Engels: International Art Medal Federation) is een internationale beroepsorganisatie op het gebied van penningkunst, die werd opgericht in 1937. Tot 1962 werd de naam Federation internationale des editeurs de medailles gebruikt, de organisatie is nog steeds bekend onder het acroniem FIDEM.

## Geschiedenis
De federatie werd opgericht in 1937 met als doel het 'promoten en verspreiden van de penningkunst op internationaal niveau, het bekend maken van deze kunst en het waarborgen van de erkenning van haar plaats onder andere kunsten door het vergroten van het bewustzijn van de kunst, geschiedenis en technologie van kunstpenningen, voornamelijk door middel van publicaties en de organisatie van internationale evenementen'. De FIDEM organiseert tweejaarlijks een internationale penningtentoonstelling en congres, verzorgt publicaties en bevordert uitwisseling tussen kunstenaars. 
De federatie is actief in meer dan 40 landen en wordt in die landen vertegenwoordigd door een afgevaardigde en een vice-afgevaardigde. Naast kunstenaars zijn ook onder andere musea, bibliotheken, stichtingen en universiteiten aangesloten bij de FIDEM. Sinds 1938 verspreid de organisatie het blad Médailles onder haar leden.

## FIDEM onderscheidingen

### FIDEM Grand Prix
In 1992 werd op het FIDEM-congres in Londen de FIDEM Grand Prix ingesteld, die door een gekozen jury wordt toegekend aan een van de medailles op de tweejaarlijkse internationale tentoonstelling.  
Laureaten
- 1992: Maria Lugossy, Hongarije.
- 1994: Magdalena Dobrucka, Polen.
- 1996: Guus Hellegers, Nederland
- 1998: Joanna Troikowicz , Zweden.
- 2000: Tibor Budahelyi, Hongarije.
- 2002: Bernd Göbel, Duitsland.
- 2004: Elisabeth Varga, Nederland.
- 2007: Helder Batista, Portugal.
- 2010: Elly Baltus, Nederland.
- 2012: Tetsuji Seta, Japan.
- 2014: Irina Suvorova, Rusland.
- 2016: Ron Dutton, Groot-Brittannië.
- 2018: Mashiko Nakashima, Japan.
- 2021: Michael Meszaros, Australië.

### FIDEM at 70 medal
De FIDEM at 70 medal werd in 2007 ingesteld ter gelegenheid van het 70-jarig jubileum van de federatie. De medaille werd tot en met 2020 uitgereikt aan personen en instellingen voor hun steun aan de medaillekunst, onder wie Elly Baltus (2010), Bob Autrique (2016) en het British Museum (2020).

### FIDEM medal
De FIDEM medal werd ingesteld in 2020 als opvolger van de FIDEM at 70 medal. De medaille wordt toegekend aan personen die worden geacht de FIDEM op een zeer belangrijke manier te hebben geholpen bij het verwezenlijken van haar doelstellingen.